# Synegia similis
Synegia similis är en fjärilsart som beskrevs av West 1929. Synegia similis ingår i släktet Synegia och familjen mätare. Inga underarter finns listade i Catalogue of Life.